# Virgen de los cartujos (Sevilla, Zurbarán)
Virgen de los cartujos, o la Virgen de las Cuevas, o la Virgen de la Misericordia, es el tema de un cuadro de Francisco de Zurbarán que formaba parte de una serie de tres pinturas en la sacristía de la Cartuja de las Cuevas, en Sevilla.

## Introducción
Este lienzo formaba un conjunto con San Hugo en el refectorio de los Cartujos y la Visita de san Bruno al papa Urbano II. Cada lienzo estaba colocado en su correspondiente encuadramiento —de estuco, con un dibujo muy elaborado— en su respectivo muro de la sacristía del mencionado monasterio cartujo. El presente lienzo estaba situado en el testero de la sala. Si bien las tres pinturas fueron trasladados durante la España napoleónica, sus encuadramientos permanecen in situ.

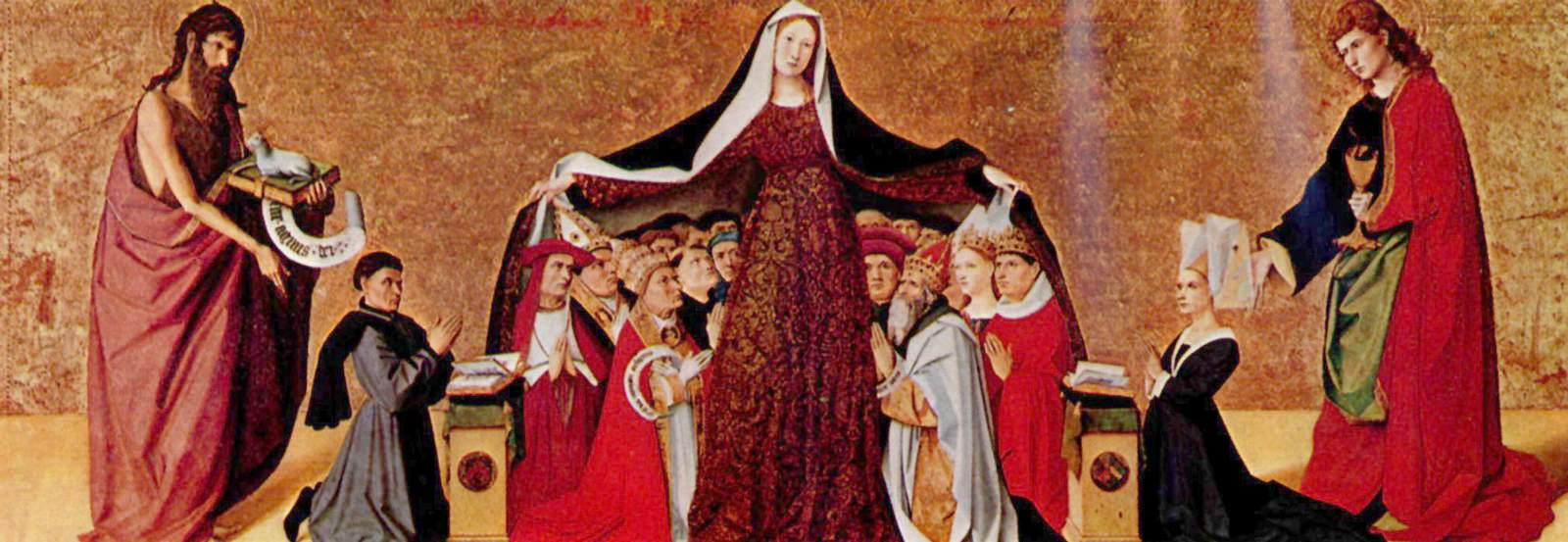
Virgen de la Misericordia, de Enguerrand Quarton (1452)

## Tema de la obra
La Virgen de la Misericordia amparando a los devotos con su manto es un tema de origen cistersiense. Ya en 1230-1240 fue descrito por Césaire de Heiterbach en su Dialogus Miraculorum, y pronto fue adoptado por otras órdenes religiosas. Esta iconografía —de gran difusión en la Edad Media— no tuvo tanta acogida en el siglo de Siglo de Oro español. Si bien aparece en La Virgen de la Caridad del Greco, de principios del siglo XVII, no es así en el conjunto del Hospital de la Caridad de Murillo, de finales de siglo. Probablemente Zurbarán se basó en el grabado de alguna pintura anterior, como la Virgen de Misericordia de la familia Cadard, de Enguerrand Quarton.

## Descripción de la obra

### Datos técnicos y registrales
- Museo de Bellas Artes de Sevilla (Inv. n° 173);
- Pintura al óleo sobre lienzo;
- Dimensiones: 267 x 320 cm;
- Datación: ca. 1655;[3]
- Restaurado en 1993 por María del Mar González y Lourdes Núñez;[4]
- Catalogado por Odile Delenda con el número 243 y por Tiziana Frati con el 118.[5]

### Análisis de la obra
Zurbarán usó una imprimación clara parda-gris —en vez de la parda-oscura de su primera época— en esta obra, de gran monumentalidad y naturalismo. Ya Antonio Ponz destacó «la gran destreza del artista, su conocimiento de la naturaleza y la fuerza del claroscuro» de este lienzo, donde el pintor expresa el relieve de las zonas luminosas, gracias a un cuidadoso degradado entre las partes claras y las oscuras, sin necesidad de sombras marcadas.
Bajo la paloma del Espíritu Santo, es representada María, con su cadera izquierda ligeramente desplazada, y los brazos en escuadra. Porta una corona imperial, su rostro expresa tanto ternura como melancolía, y su manto extendido está sostenido por un angelote a cada lado. Su vestimenta tiene matices rosas para la túnica y azules para el manto, adornado con una pasamanería bordada de oro y perlas, y cerrado por un broche de piedras preciosas. Aunque posibles retratos reales, los monjes parecen estáticos ante el milagro, sugiriendo el silencio de los claustros cartujos. Cada monje está iluminado según el lugar que ocupa bajo el manto de la Virgen, y sus rígidos hábitos —con escapulario y capucha— son del espléndido «blanco de Zurbarán». El exquisito detalle de las rosas y jazmines extendidos por el suelo, es posiblemente una alusión a la práctica del rosario.

## Procedencia
1. Cartuja de Cuevas (Sevilla), sacristía de la iglesia;
2. Sevilla, Alcázar, sala 7, n° 222, 1810;
3. Cartuja de Cuevas, 1813;
4. Entró en el museo en 1840 (Desamortización de Mendizábal: Inv. 1840, n° 1989).[8]